# Siloam

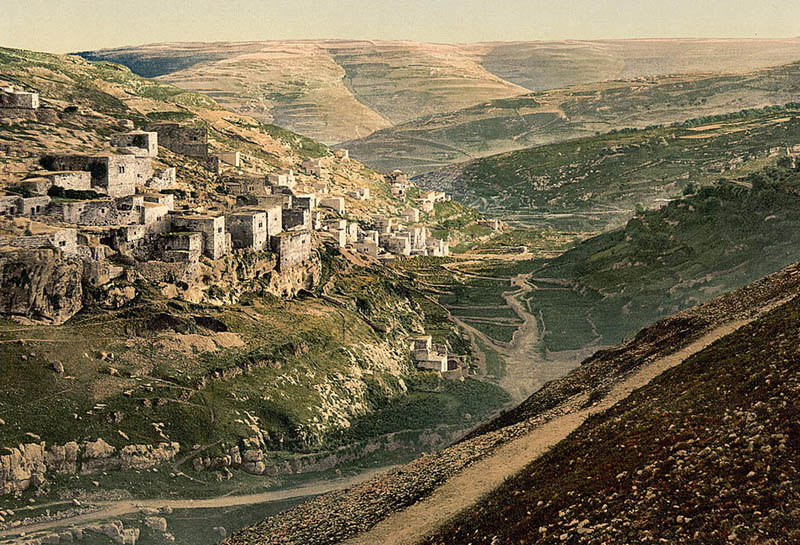
Siloam au XIXe siècle

Siloam ou Siloama (anciennement appelé Gaihnim) est un site archéologique d’Israël.

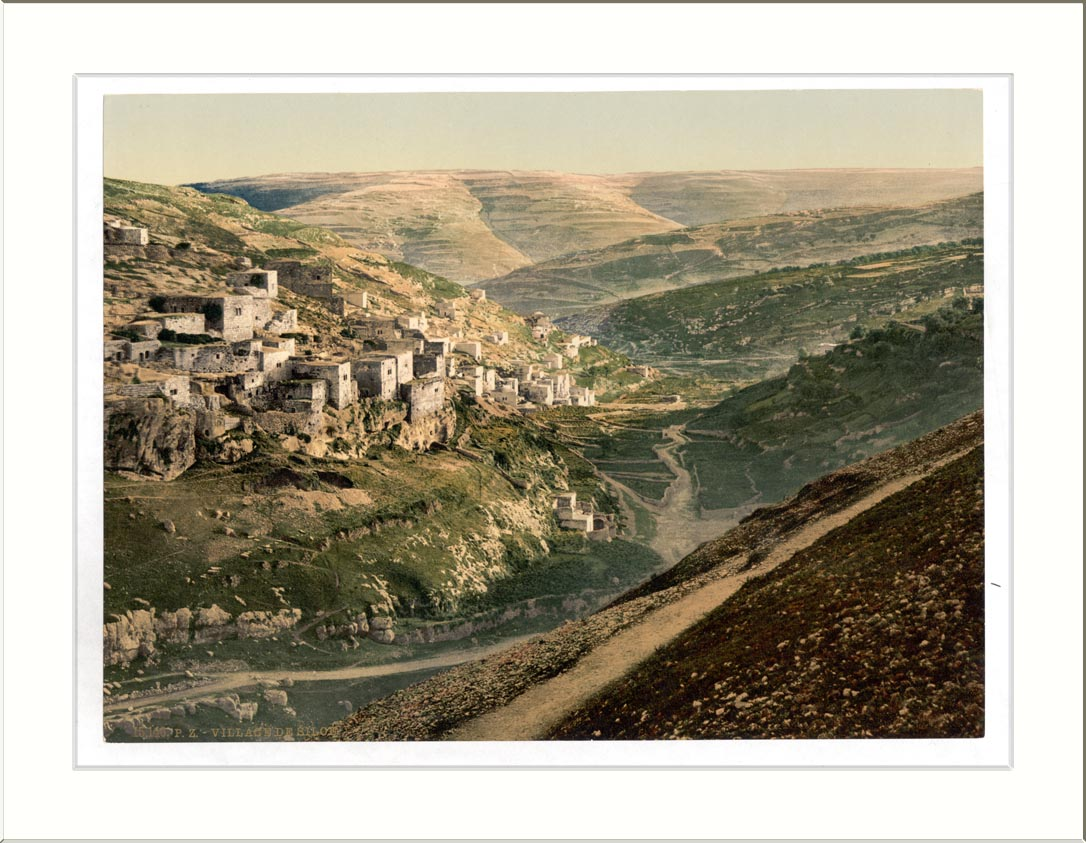
Village de Siloam, Jérusalem, entre 1890 et 1900